# Episodi de Le regole dell'amore (quarta stagione)
La quarta stagione della serie televisiva Le regole dell'amore è stata trasmessa negli Stati Uniti dal 1º marzo al 24 maggio 2010 su CBS.
In Italia la stagione è stata trasmessa in prima visione dall'8 al 16 novembre 2010 su Comedy Central.
In chiaro è stata trasmessa dal 30 novembre all'11 dicembre 2012 su Italia 2.
| nº | Titolo originale        | Titolo italiano     | Prima TV USA   | Prima TV Italia  |
| -- | ----------------------- | ------------------- | -------------- | ---------------- |
| 1  | Flirting                | Questione di flirt  | 1º marzo 2010  | 8 novembre 2010  |
| 2  | Snoozin' for a Bruisin' | Sonni tormentati    | 8 marzo 2010   | 8 novembre 2010  |
| 3  | Atlantic City           | Atlantic City       | 15 marzo 2010  | 9 novembre 2010  |
| 4  | Ghost Story             | Storie di fantasmi  | 22 marzo 2010  | 9 novembre 2010  |
| 5  | The Four Pillars        | I quattro pilastri  | 29 marzo 2010  | 10 novembre 2010 |
| 6  | 3rd Wheel               | La terza incomoda   | 5 aprile 2010  | 10 novembre 2010 |
| 7  | Indian Giver            | Un amore indiano    | 12 aprile 2010 | 11 novembre 2010 |
| 8  | Free Free Time          | Tempo libero        | 19 aprile 2010 | 11 novembre 2010 |
| 9  | The Score               | La partita          | 26 aprile 2010 | 12 novembre 2010 |
| 10 | The Surrogate           | Maternità surrogata | 3 maggio 2010  | 12 novembre 2010 |
| 11 | Reunion                 | La rimpatriata      | 10 maggio 2010 | 15 novembre 2010 |
| 12 | Harassment              | Molestie e massaggi | 17 maggio 2010 | 15 novembre 2010 |
| 13 | They Do?                | Lo voglio?          | 24 maggio 2010 | 16 novembre 2010 |